# Rajac
Rajac es un pueblo ubicado en la municipalidad de Negotin, en el distrito de Bor, Serbia.

## Superficie
Posee una superficie de 12,91 kilómetros cuadrados.

## Demografía
Hasta 2011 la población era de 275 habitantes, con una densidad de población de 21,31 habitantes por kilómetro cuadrado.